# رافاييل كارفاليو
رافاييل كارفاليو (بالبرتغالية: Rafael Carvalho) هو فنان قتال مختلط برازيلي، ولد في 27 يوليو 1986 في ريو دي جانيرو في البرازيل.

## وصلات خارجية
- رافاييل كارفاليو على موقع بيلاتور (الإنجليزية)
- رافاييل كارفاليو على موقع شيردوغ (الإنجليزية)
- رافاييل كارفاليو على موقع IMDb (الإنجليزية)